# Erwin Geschonneck
Erwin Geschonneck (27. prosince 1906, Bartenstein – 12. března 2008 v Berlíně) byl německý herec, který byl populární hlavně v dobách NDR.

## Filmové role
- 1931 „Kuhle Wampe oder Wem gehört die Welt?“, česky „Kuhle Wampe neboli Komu patří svět“
- 1949 „Der Biberpelz“, česky „Bobří kožich“
- 1951 „Das Beil von Wandsbek“, česky „Sekera z Wandsbeku“
- 1952 „Schatten über den Inseln“, česky „Stíny nad ostrovy“
- 1953 „Die Unbesiegbaren“, česky „Nepřemožitelní“ – jako Wilhelm Liebknecht
- 1954 „Alarm im Zirkus“, česky „Poplach v cirkuse“
- 1960 „Fünf Patronenhülsen“, česky „Pět nábojnic“
- 1963 „Karbid und Sauerampfer“
- 1963 „Nackt unter Wölfen“
- 1975 „Jakob der Lügner“, česky „Jakub lhář“ – jako Kowalski, přítel Jakuba
- 1976 „Ostrov stříbrných volavek“ jako von Büllow
- 1981 „Asta mein Engelchen“, česky „Asta, můj andílek“